# جيمس أ. إيمرسون
جيمس أ. إيمرسون هو مصرفي وسياسي أمريكي، ولد في 25 أبريل 1865، وتوفي في 31 يناير 1922. نشط حزبياً في الحزب الجمهوري. وقد انتخب عضو مجلس ولاية نيويورك ‏.